# Palpomyia nigrithorax
Palpomyia nigrithorax är en tvåvingeart som beskrevs av Meillon 1929. Palpomyia nigrithorax ingår i släktet Palpomyia och familjen svidknott. Inga underarter finns listade i Catalogue of Life.